# Hnarovske, Vilneansk
Hnarovske (în ucraineană Гнаровське) este localitatea de reședință a comunei Hnarovske din raionul Vilneansk, regiunea Zaporijjea, Ucraina.

## Demografie
Componența lingvistică a localității Hnarovske
     Ucraineană (81,68%)
     Rusă (18,09%)
     Alte limbi (0,24%)
Conform recensământului din 2001, majoritatea populației localității Hnarovske era vorbitoare de ucraineană (81,68%), existând în minoritate și vorbitori de rusă (18,09%).